# Saxomat
Saxomat é uma transmissão semi-automática dos automóveis DKW.
Foi oferecido como opcional em toda a linha DKW-Vemag no Brasil, ele dispensava o pedal da embreagem, tinha custo adicional elevado, por isso sua aplicação foi raríssima em todos os anos de fabricação da marca. Acredita-se que em torno de 10 automóveis sairam da fábrica com este opcional.
O funcionamento deste sistema era curioso: na hora da troca, o motor fazia o controle da embreagem, engatava e desengatava, restando ao motorista apenas acionar a alavanca de marchas normalmente.
Diferentemente das embreagens automáticas atuais, a Saxomat era centrífuga. Com o motor em marcha-lenta, os três contrapesos, solidários com o platô, ficavam recolhidas por ação de mola. Ao acelerar, os contrapesos se expandiam por força centrífuga e faziam o platô pressionar o disco, acoplando a embreagem da mesma maneira que retirar o pé do pedal nas embreagens normais. 
Alguns ex-concessionários da fábrica afirmavam que seu funcionamento era excelente, não necessitando de maiores reparos, sendo que a má fama que teve, devido a falta de especialização, deixava-o mal instalado, o que ocasionava o funcionamento incorreto.